# Comté palatin (îles Britanniques)
Pour les articles homonymes, voir Palatinat.

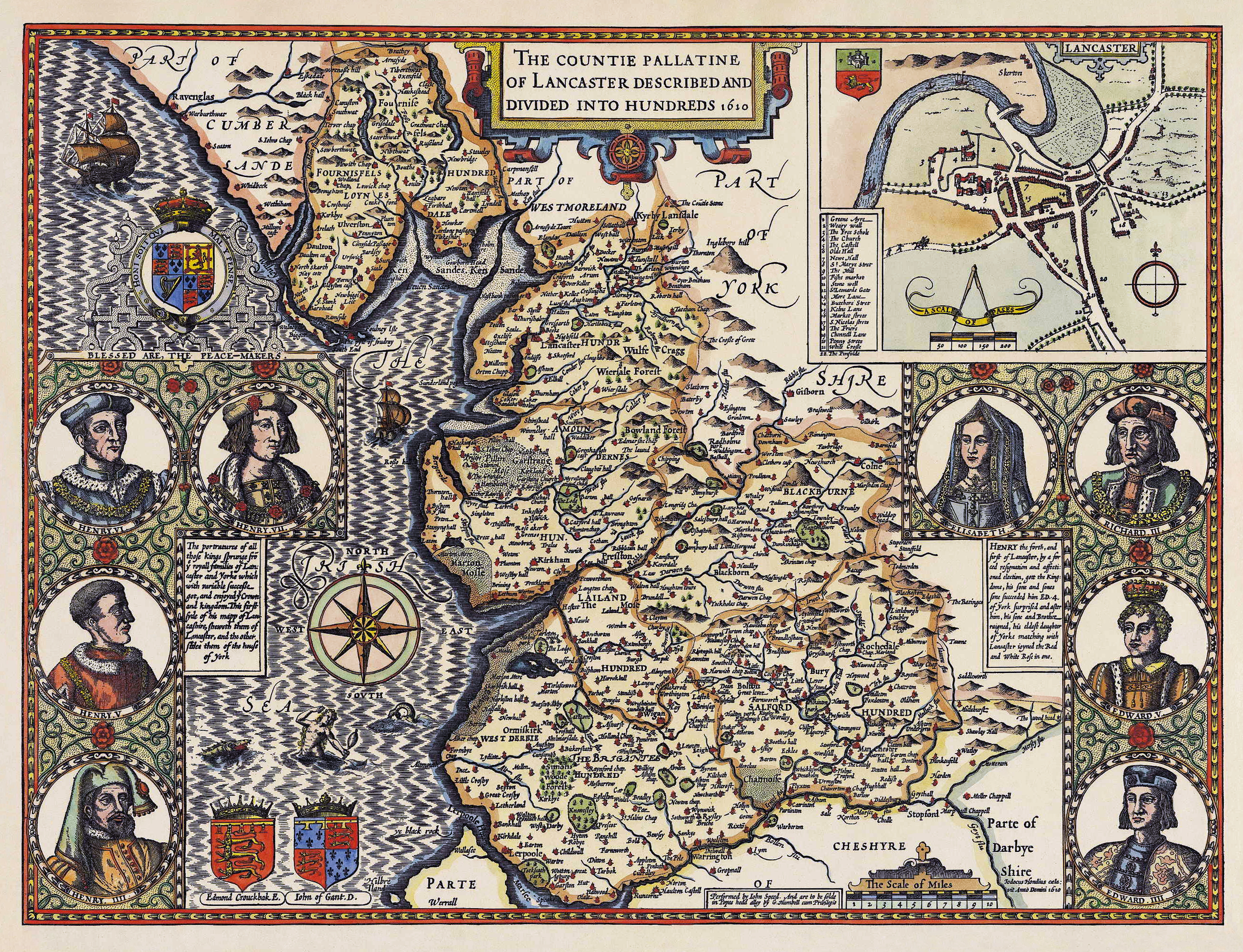
Carte de John Speed du comté palatin de Lancastre, 1610.

En Angleterre, un comté palatin était un territoire placé sous l'autorité d'un comte palatin (ou earl palatin) qui possédait une autorité et une autonomie particulière au sein du royaume. À l'époque féodale, les comtes palatins exerçaient une autorité régalienne et administraient leur comtés très indépendamment du roi, bien qu'ils lui aient fait allégeance. Un duché palatin est un territoire similaire, si ce n'est qu'il est sous l'autorité d'un duc.
Au Royaume-Uni, il existe ou a existé trois territoires palatins importants : le comté palatin de Durham, le comté palatin de Cheshire et le duché de Lancastre.

## Histoire
Des comtés palatins furent établis au XIe siècle après la conquête normande de l'Angleterre (1066-69) pour défendre les frontières du nord (avec l'Écosse) et de l'ouest (avec le pays de Galles) du Royaume d'Angleterre. Afin de leur permettre d'accomplir au mieux cette tâche, les comtes étaient appelés palatins (« du palais », en référence au palais royal) dans leurs territoires, faisant de ces territoires des juridictions presque souveraines avec leurs propres administrations et cours de justice.
Les comtés palatins de Durham et Chester, sous l'autorité respective du prince-évêque de Durham et des comtes de Chester, furent établis par Guillaume le Conquérant. Le Cheshire avait son propre parlement, constitué des barons du comté et ne fut pas représenté au Parlement d'Angleterre jusqu'en 1541, tandis qu'il conserva certains de ses privilèges jusqu'en 1830. Le comté de Chester était traditionnellement sous l'autorité du fils aîné du souverain britannique jusqu'à son couronnement en tant que prince de Galles.
Le Lancashire devint un comté, ou un duché, palatin en 1351 et conserva plusieurs de ces privilèges judiciaires jusqu'en 1873. Bien que le titre et les terres du duc de Lancastre aient fusionné avec la Couronne en 1399, les terres sont à ce jour tenues séparément des autres terres royales et gérées par le duché de Lancastre. Le titre de chancelier du duché de Lancastre est encore utilisé en tant que sinécure pour les membres du gouvernement britannique sans portefeuille.
Les actes judiciaires royaux n'ont pas eu de valeur réelle dans ces 3 comtés palatins jusqu'au XIXe siècle, et, jusque dans les années 1970, Lancashire et Durham avaient leurs propres courts d'équité.
« There are two kings in England, namely, the lord king of England wearing a crown and the lord bishop of Durham wearing a mitre in place of a crown. . . »
— William de St Botolph, 1302
(Soit en français : "Il y a deux rois en Angleterre, à savoir le lord roi d'Angleterre portant une couronne et le lord évêque de Durham portant la mitre à la place de la couronne...")

## Autres comtés palatins
Le comté de Cornouailles, bien que n'étant pas à proprement parler un comté palatin, a un statut similaire à celui de Lancashire, en ceci qu'il est un duché. Aujourd'hui, les terres royales de Cornouailles sont gérées par le duché de Cornouailles qui appartient au fils aîné du souverain et qui hérite du titre de duc de Cornouailles à sa naissance, ou à l'accession de son père ou de sa mère au trône.
À différents moments de leurs histoires les régions suivantes ont eu le statut de palatinat : Shropshire, Kent, l'Île d'Ely, Hexhamshire dans le Northumberland et, au pays de Galles, le comte de Pembroke (jusqu'à la réunion à l'Angleterre en 1536).
Il y avait aussi plusieurs districts palatin en Irlande, le plus important était le comté de Tipperary.
En Écosse, le comté de Strathearn était un comté palatin au XIVe siècle.

## Sources

## Compléments